# マニュアル
マニュアル（英:Manual）ないし手引書（てびきしょ）とは、ある条件に対応する方法を知らない者（初心者）に対して示し、教えるために標準化・体系化して作られた文書である。
人間の行動や方法論を解説したものとしては、社会や組織といった集団における規則（ルールなど）を文章などで示したもので、一般に箇条書きなどの形でまとめられ、状況に応じてどのようにすべきかを示してある。
また取扱説明書（とりあつかいせつめいしょ）は、機械装置や道具といった工業製品などの使用方法を説明した印刷物などである。図と文章などを使って、解りやすく解説してあるのが一般的である。コンピュータの分野ではユーザーガイドと呼ばれることもある。

## 手引書
行動や方法論を示した手引書やマニュアルは、状況に即してどのように対応すべきかを説明したもので、これは所定の社会や組織（企業などを含む）における各個人の行動を明文化して示し、全体に一貫性のある行動をとらせるものである。
組織が巨大化すると構成員の数も増え、相対的にそれらの対応は無視できないコストを発生させる。その構成員の各々が自身の役割を理解している必要があり、これらを個別に口頭で言い聞かせて訓練し、所定の役割を行わせることは労力が必要ともなる。これを補助し労力を軽減させるのが手引書の文章である。組織内での行動が状況に応じてまとめられており、最初はその都度参照し、それらはできれば暗記し従うことが求められる。
これら手引書やマニュアルは様々な状況を想定して、それらの状況に対応する方法を示したものであるが、往々にして想定外で記載されていない現象も発生する。この場合にマニュアルは全く役に立たなくなるため、問題解決のための手段として組織の統率者（または責任者）がその都度判断し個別に指示を行うなどして対応するが、優秀な手引書の場合はそういった漏れ落ちが少ない。組織に柔軟性をもたせる場合には、事細かに規定が存在すると実際の状況に合った活動に制限が発生し、かえって邪魔になることもあるため、あまり細かく定めないケースもある。
似たような「予め想定して明文化しておく文章」にはガイドラインが存在する。ただしこちらは状況への対応方法が列挙してある訳ではなく、所定の状況における考え方を予め指し示しておくという性質があり、これは手引書のように状況ごとに予め定められた行動のみに限定する性質は無い。手引書の場合は具体的な行動内容が示されているため、理解が容易く従い易いが想定外の状況に対応させ難く、ガイドラインの場合は考え方や理念という抽象的概念を理解しなければならないため扱いが難しいが、想定外の状況には類似する部分から類推して対応できるなど柔軟性がある。

### マニュアル本
書籍のジャンルとして、所定の状況下における対応をまとめたものがみられる。俗に「ハウツー本」とも呼ばれるこれらの書籍は、一般の者がそう頻繁に直面する訳ではないが、いざ直面したときには適切な対応が求められる事態において、どのように対処すべきかが書かれている。
よく見られるものでは、就職における面接や新入社員として就労する際に、あるいは冠婚葬祭といった「人生の節目」における立ち振る舞いや関係各所への連絡方法などの対応や心構えを示したものがあり、またサバイバルのような特殊な状況下における生存手段などもアウトドアの範疇で見られる。より俗なところとしては、デートにおける「相手の関心を惹く方法」などというものも（雑誌の付録的なコーナーを含め）見出せる。
これらマニュアル本は前述の通り「経験不足を補うためのもの」であるが、これらマニュアル本にしても後述するように「考えが伴っていない」と批判される要素を含んでる。ただ、それを差し引いても「のっけから非常識な行動で台無しにしてしまう」ような事態を回避するのには有効な手段ではあるため、実用向けの知識を収めた書籍の中では少なくない範囲を占めている。

### マニュアル人間
マニュアルないし手引書は、想定された事態とその対応が適切かつ必要十分であれば、これに従う者を無知で訓練されていない者から熟練したといわないまでも、ある程度は適切に事態に対応できる者へと押し上げることが可能である。その一方で、これらに記載されていない事柄についてはきちんと訓練され事態に対応できる（考えが伴っている）者は、様々な事態に対応可能である（応用が効く）が、マニュアルや手引書に従うばかりで考えが伴っていない場合には、それらに掲載されていない事態には対応不能であったり、不適切な対処をしてしまうこともある。これを揶揄して「マニュアル人間」（「手動人間」という意味ではない）と表現することがある。
文化によっても異なり、例えば、飛行士の文化の違いを喜劇にした1965年の映画『素晴らしきヒコーキ野郎』のドイツ代表は致命的な事故の最中にもマニュアルを読もうとする場面がある（あくまでステレオタイプの国民性だが）。
日本では1977年に望月照彦が乱塾時代に育った若者世代を「マニュアル世代」と呼んでいた。その後、1980年代には指示待ち人間という言葉も登場して学校教育における管理教育や詰め込み教育が見直されるようになり、ゆとり教育の時代へと突入することとなる。
なおマニュアル人間の増加の背景には共有された価値観の崩壊と上の世代の批判的な態度によって若者が何をやっても批判されるという面倒臭い状況にあったためという説もある。この頃の雑誌ではマニュアル人間に向けて細かな所の指示（例えば男性向けではデートの時間や台詞など）まで記載したHOWTO記事が流行したが、これらは付け焼き刃であったために応用が効かず残念な状況になることもしばしばあったとされる。

### マニュアル作成ツール
近年では、各種マニュアルや手順書の作成を効率化するために、クラウドをはじめとしたマニュアル作成支援ツールが多数登場している。これらのツールでは、あらかじめ用意されたテンプレートや画像挿入機能によって容易に見やすい手順書を作成できるほか、作成したマニュアルを社内で共有・検索しやすくする機能や、AIによる自動字幕生成など動画編集機能を備えるものもある。また運用面では、属人化しやすいノウハウを一元管理することで、ユーザーが必要とする情報を素早く検索できるといったメリットが挙げられる。

## 手順書
手順書 (てじゅんしょ)は、マニュアルの一種だが、マニュアルは全体を俯瞰したプロセスや注意点がまとめられているのに対し、手順書ではさまざまな業務において細かい作業の確認の為に日常的に閲覧される目的で、細かい作業についての内容が記載されている。

## 取扱説明書
取扱説明書、またはユーザーガイドは、商品を購入した消費者が、その商品の使い方を理解するために利用するものである。多くのメーカーでは自社製品を正しく事故のないように、また設計された性能を発揮させよく利用してもらうために、製品に添付する形でこの取扱説明書を商品パッケージのなかに同梱（一緒に収めてあること）している。俗な略称は｢取説｣ (トリセツ)。
例えば操作方法のわからない機械は、ほとんどの消費者にとって全く魅力的ではない。一部例外的な商品もあるが、大抵の場合は使い方が判らないことには、その利便性を得ることが出来ない（そして買う意味も見出せない）ためである。
いわゆる新製品の場合には、特に従来製品と比較して操作方法を想像できないため、多くのページを割いて説明が成されている。反面、コモディティ化しているような一般的な製品では、過去に利用した同種製品から操作方法から扱い方が判断付くため、あまり詳しい説明は行われず、差別化戦略などで他社製品には無い商品の特徴的な部分が集中的に説明される。また、コモディティ化製品では消費者が操作方法を誤りなく操作し易いよう、ユニバーサルデザインなど共通化されたデザインの導入も進んでおり、取扱説明書を読まなくても利用可能な製品も少なくない。
しかし製造物責任法のような、メーカーが製品の問題に責任を求められる法律が成立した以降では、例え誤解や無理解によって消費者が誤った使い方をして損害を被っても、その責任の所在の一端に「きちんと消費者に正しい使い方を教えなかったメーカー」が位置付けられる可能性もある。このため、消費者に危害が及ぶことが想定される場合には、取扱説明書中で「危険で誤った使い方」を挙げ、そのような使用方法をしないよう求めている。
なお製品に添付されている性質上、保証期間証書のような製品に付随する書類を兼ねている取扱説明書もみられる。

### 取扱説明書と媒体
取扱説明書では従来、印刷物の形で製品に付属させる形態が主で、これらは制作に際し、校正や査読を通して読者である消費者が誤解や理解不足を生まないよう配慮される。これは製品を適切に使ってその利便性を提供したいという面もあれば、誤った使い方で事故を起こしてもらいたくないという理由もある。そのいずれにおいても、一字一句といった細部にわたるまで判りやすいよう努力が払われる訳だが、往々にして様々な理由により記載漏れや誤りを含む場合もあり、その場合には従来後付けで別紙が貼付ないし同梱されることもある。
近年では、Portable Document Format（PDF）と呼ばれる電子文書フォーマットと、これを再生するためのパーソナルコンピュータ（パソコン）も広く普及しているため、ことパソコン本体や周辺機器、あるいはアプリケーションソフトウェアの内に付属させる取扱説明書を、電子書籍としてPDF形式で貼付する形式や、改訂版など最新の取扱説明書をインターネット経由でメーカーのウェブサイトからダウンロード可能なサービスを行なっているところも見られる。これはDesktop publishing（デスクトップ・パブリッシング：パソコンなどで電子的な印刷原稿を編集すること）が簡便で改定が容易なこと、また最新の版に差し替えるのも容易く、その配布経路も整備されていることなどの理由もあるが、それに加え印刷のコストを軽減できるという側面もある。
この外にも、例えばパソコンの一般家庭向け製品を目指したIBMの「Aptivaシリーズ」のような製品では、紙媒体の取扱説明書が十分に説明を凝らそうとすれば、その厚みだけで初心者に拒否感を抱かせる可能性があるところを、ビデオテープに録画された映像で、判り易くパソコンを立ち上げるまでを解説したケースもあるなど、必ずしも文章だとは限らず、今日ではDVDに録画された映像で扱いを解説する製品も様々な方面に見られ、特にDVDがランダムアクセス性に優れ、あたかも印刷媒体で目次や索引から目的のページを開くように扱うことも出来るため、状況や知りたい内容に即した映像を呼び出せるようにもなっている。

### 取扱説明書の国際標準と国内標準
取扱説明書の国際標準と国内標準を挙げる。
1. 国際標準
  1. IEC/IEEE 82079-1 Ed. 2.0:2019 "Preparation of information for use (instructions for use) of products - Part 1: Principles and general requirements", 「製品の使用情報(使用説明)の作成－第1部：原則及び一般要求事項」[6]
    - IEC/IEEE 82079-1:2019は、IEC, IEEE, およびISOによって共同開発され、発行されています。また、製品のユーザーにとって必要または役立つすべてのタイプの使用説明書の設計および定式化に関する一般原則および詳細要求事項を提供します。塗料の缶から、大型の産業機械、ターンキーベースのプラントまたは建造物などの大型または非常に複雑な製品まで、あらゆる種類があります。[6]
    - ISO/IEC規格番号の割り当ては1～59999までがISO、60000～79000がIEC、80000番台は共通の開発国際規格番号となる[7]。
    - 80000番台の規格はIECとISOとで開発された規格で、いくつかのパートはISO、その他はIECによって発行されています[8]。

  2. ISO 20607:2019 "Safety of machinery - Instruction handbook - General drafting principles", 「機械類の安全性－取扱説明書－起草のための一般原則」[6]
2. 国内標準
  1. JIS C 0457:2006「電気及び関連分野－取扱説明の作成－構成，内容及び表示方法」、対応国際規格 IEC 62079:2001 (IDT（identical, 技術的内容、構成及び文言において一致している）)[6]
    - IEC 62079:2001は、改訂された後、IEC 82079-1 Ed. 1.0:2012に置き換えられた[6]。したがってJIS C 0457:2006は、旧版のIEC規格に一致した内容である。

  2. JIS A 8334:2022「土工機械―取扱説明書―内容及び様式」、対応国際規格 ISO 6750-1:2019 (MOD)[6]
  3. JIS B 9719:2022「機械類の安全性―取扱説明書―作成のための一般原則」、対応国際規格 ISO20607:2019 (IDT)[6]
  4. JIS F 0406:1997「船舶－ディーゼル機関用取扱説明書作成要領」、対応国際規格 なし[6]
  5. JIS S 0043:2018「アクセシブルデザイン－視覚に障害のある人々が利用する取扱説明書の作成における配慮事項」、対応国際規格 なし[6]
  6. JIS S 0137:2000「消費生活用製品の取扱説明書に関する指針」、対応国際規格 ISO/IEC Guide 37:1995 (IDT)[6]
    - ISO/IEC Guide 37:1995は、改訂された後、ISO/IEC Guide 37:2012に置き換えられた[6]。したがってJIS S 0137:2000は、旧版のISO/IEC Guideに一致した内容である。

  7. JIS Z 8521:2020「人間工学－人とシステムとのインタラクション－ユーザビリティの定義及び概念」、対応国際規格 ISO 9241-11:2018 (MOD（modified, 技術的差異が明示され、修正されている。）)

### 人に対する取扱説明書
人に対する取扱説明書の本も多数出版されるようになっている。2018年には人工知能研究者黒川伊保子の著書『妻のトリセツ』がヒットし、同氏は多数のトリセツ本を執筆するようになった。ただしトリセツ本がニューロセクシズム的だという批判も存在する。
- 前川孝雄『女性社員のトリセツ なぜ上司の気づかいは通じないのか?』 ダイヤモンド社 2008年9月27日 ISBN 978-4478006313
- ポン子『ムスメのトリセツ』 宙出版 2008年11月27日 ISBN 978-4776795117
- 西野カナ『トリセツ』 2015年9月9日 - 映画「ヒロイン失格」主題歌。曲名は「女性への取扱説明書」を意味する[11]。
- ミラクルガールズ委員会『ミラクルガール相談室 女の子のトリセツ』（ミラクルシリーズ） 西東社 2018年5月29日 ISBN 978-4791626328
- 黒川伊保子『妻のトリセツ』[9] 講談社 2018年10月20日 ISBN 978-4065133392
  - 原作：黒川伊保子、 シナリオ：堀田純司、漫画：井上菜摘『まんがでわかる 妻のトリセツ』 講談社 2019年9月30日 ISBN 978-4065176078
- 小林美智子『妻と正しくケンカする方法』[9] 大和書房 2018年11月23日 ISBN 978-4479784500
- 姫野友美『女の取扱説明書』[9] SBクリエイティブ 2019年2月6日 ISBN 978-4797398243
- 黒川伊保子『定年夫婦のトリセツ』 SBクリエイティブ 2019年4月6日 ISBN 978-4815601638
- 黒川伊保子『夫のトリセツ』 講談社 2019年10月19日 ISBN 978-4065178898
- 雨玉さき『JSのトリセツ』 講談社 （「なかよし」2020年7月号—2021年3月号 連載） … 単行本(1)の発売は2020年11月13日）
  - 原作・絵：雨玉さき、文：深海ゆずは『JSのトリセツ』 講談社 (青い鳥文庫) … 単行本(1)の発売は2021年6月16日
- 黒川伊保子『娘のトリセツ』 小学館 2020年10月1日 ISBN 978-4098253814
- 黒川伊保子『家族のトリセツ』 NHK出版 2020年10月10日 ISBN 978-4140886373
- 黒川伊保子『息子のトリセツ』 扶桑社 2020年11月1日 ISBN 978-4478006313

#### 人に対する取扱説明書が登場する作品
- 久米田康治『かってに改蔵 (11)』 小学館 2001年3月1日 ISBN 978-4091261717 - 「少年サンデー」連載漫画。第123話の「説明時代1,2,3！」において人間の取扱説明書ネタが登場する。

## 実務必携
日本では各事業ごとに実務必携（じつむひっけい）と呼ばれる書籍も、改訂を重ねながら発行されている。これは実務マニュアルをハンドブック・便覧のようにとりまとめ、さらに各事業で必要となる許認可申請・手続き方法（行政行為）や指針、法令集や例規集（規程、告示、訓令、要綱/要領、行政の通達、重要通知などまで、事務提要的内容をも網羅している。例として、安全衛生責任者の実務必携、倉庫業実務必携、学校事務実務必携、学校保健実務必携、給食実務必携、捜査手続実務必携、交通事件犯罪事実作成実務必携、相続実務必携、廃棄物処理施設整備実務必携、株式評価実務必携、根抵当権実務必携、DCプランナー実務必携、会社分割実務必携、マンションリフォームマネジメント実務必携、水道事業実務必携、森林・林業実務必携、造園実務必携、自然公園実務必携、補助事業実務必携、官公庁調達実務必携、消防団員実務必携、消防用設備等点検実務必携などがある。